# Ева Петровска
Ева Петровска (мкд. Ева Петровска; Скопље, 5. новембар 2004) северномакедонска је пливачица чија ужа специјалност су трке слободним стилом на дужим дистанцама.

## Спортска каријера
Петровска је још као јуниорка започела са такмичењима у сениорској конкуренцији, а прво веће међународно такмичење на коме је наступила је био Митинг светског купа у малим базенима који је почетком октобра 2018. одржан у Будимпешти.
На светским првенствима је дебитовала као 14-годишња тинејџерка у корејском Квангџуу 2019. где је учествовала у квалификационим тркама на 800 слободно и 1.500 слободно које је завршила на 36, односно на 29. месту.